# Stempel (bouwkunde)

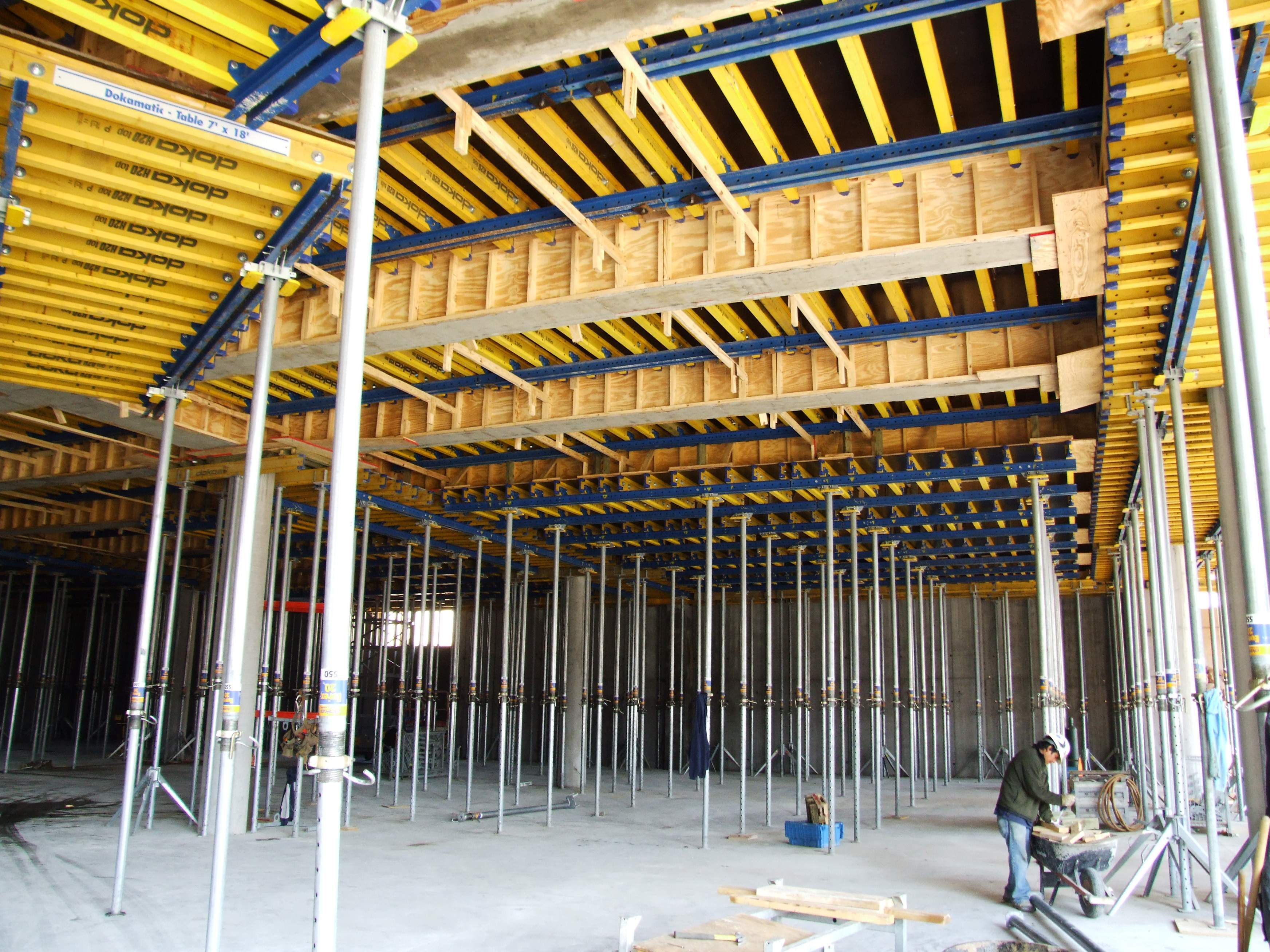
Betonstempels (ook wel kortweg stempels genoemd) die een bekisting ondersteunen

Een stempel is in de civiele techniek/bouwkunde een bepaald soort hulpmaterieel of tijdelijke constructie om horizontale en/of ook wel verticale krachten op te nemen wanneer bij bouw- en sloopwerkzaamheden de eigenlijke constructie dit (nog) niet zelfstandig kan. Daarbij kan het noodzakelijk zijn om te weten hoeveel een stempel kan dragen. Ook bij graafwerkzaamheden kunnen stempels toegepast worden.

## Stempelen, stutten en schoren
Bij het gebruik van stempels voor het opnemen van (nagenoeg) horizontale krachten zoals bij bouwputten en gleuven, spreekt men ook wel van stempelen. Indien het (nagenoeg) verticale krachten zijn, dan hebben de stempels een ondersteunende functie en noemt men het ook wel stutten. Indien zowel horizontale als verticale krachten in belangrijke mate dienen te worden opgevangen, kan gesproken worden van schoren. Het onderscheid wordt niet altijd helder toegepast omdat bijvoorbeeld het in de bouw aanbrengen van een tijdelijke ondersteuning voor een betonvloer ook wel afstempelen heet.

## Stempelraam

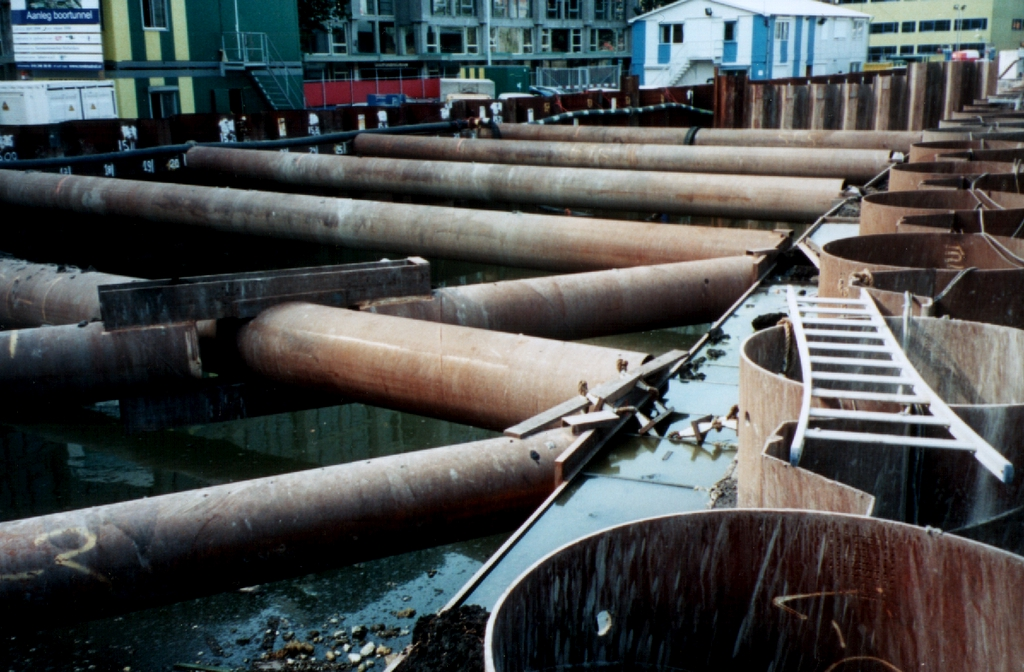
Bouwkuip met stempelraam

Het stempelraam neemt met name horizontale krachten op en bestaat uit stempels in de vorm van balken die tussen de wanden worden aangebracht. Het stempelraam kan bestaan uit stalen onderdelen zoals buizen of H-profielen, maar ook beton kan worden toegepast. Het nadeel van betonnen balken is dat deze na sloop niet meer voor hergebruik geschikt zijn. Stalen profielen kunnen worden gedemonteerd, en worden gebruikt bij andere projecten. Het voordeel van het toepassen van betonnen stempelramen is dat deze deel uitmaken van de uiteindelijk te bouwen constructie. Zo kunnen de betonnen balken waaruit het stempelraam is opgebouwd, de vloeren van het bouwwerk gaan dragen. Ook in de bouwfase kan handig gebruik worden gemaakt van een stempelraam, door bijvoorbeeld het transport van de materialen over het stempelraam plaats te laten vinden. Bij hijsactiviteiten zal het stempelraam evenwel vaak in de weg zitten.

## Schroefstempel
Een schroefstempel bestaat uit een buis, waarin een dunnere buis kan schuiven. De buitenbuis heeft als staander onder een voetplaat en boven schroefdraad, waarop een vleugelmoer past. De binnenbuis heeft om de 10 cm gaten, waardoor een pen gestoken kan worden. Aan de bovenkant van de binnenbuis zit een U-vormige kopplaat. Voor het gebruik wordt de vleugelmoer in een lage stand gezet. Daarna wordt de binnenbuis naar behoefte uitgeschoven en met een pen door de gaten vlak boven de vleugelmoer ondersteund. Dan wordt de moer  aangedraaid. 
De omtrek van de buitenbuis is in het algemeen 18 cm en de afstand tussen de schroefdraden 9 mm, zodat de tangens van de helling van de schroefdraad 0,05 is. De horizontale ontbondene van de last F is dan 0,05·F. Zonder wrijving W is de horizontale kracht in de hoogterichting + 0,05·F en in de laagterichting - 0,05·F. De wrijvingscoëfficiënt voor staal op staal ligt tussen de 0,1 en 0,15. Als men voor de schroefdraad 0,1 kiest en voor de wrijving van de moer tegen de pen 0,15, dan wordt de wrijvingsfactor 0,25. Bij beweging in de hoogterichting is de horizontale kracht in de schroeflijn (0,25 + 0,05)·0,3·F en in de laagterichting (0,25 - 0,05)·0,2·F.
Een steeksleutel heeft ten opzichte van een schroeflijn een momentenverhoging van ± 10 keer. Met een panlat van ongeveer 50 cm, die gestoken wordt in de vleugel van de moer, krijgt men nagenoeg dezelfde momententoename. Aldus wordt de horizontale kracht aan het einde van de steeksleutel of panlat bij het opvijzelen 0,03·F en 0,02·F bij het loswrikken van de moer. 
De drukkracht, die een alleen op de grond staand persoon horizontaal kan drukken is ongeveer 1/4de deel van zijn lichaamsgewicht. Bij iemand van 80 kg geldt dus 0,03·F = 20 kg. Die persoon kan dan 666 kg gewicht opvijzelen. Met slaan of met gebruik van een moker neemt dat gewicht toe.